# Unione delle associazioni internazionali
L'Unione delle associazioni internazionali (in francese Union des associations internationales; in inglese Union of International Associations) o UIA è un'organizzazione non governativa senza fine di lucro di ricerca e documentazione che indaga, sotto mandato ONU, la società civile globale e pubblica informazioni sulle organizzazioni internazionali, sugli incontri internazionali, sui problemi mondiali, ecc.
Fondata nel 1907 da Henri La Fontaine e Paul Otlet, ha sede nella Regione di Bruxelles-Capitale, in Belgio.

## Storia

### 1907-1914
Fu fondata il 1º luglio del 1907, a Bruxelles, come Ufficio Centrale delle Associazioni Internazionali, in seguito al Congresso Mondiale sullo Sviluppo (Mons, 1905), da Henri La Fontane e Paul Otlet, Segretario Generale dell'allora Istituto Internazionale di Bibliografia. Divenne una federazione, con l'attuale denominazione, al primo Congresso Mondiale delle Organizzazioni Internazionali (Bruxelles, 1910), dove 132 corpi internazionali e 13 governi erano rappresentati.
In quel periodo, lavorò fianco a fianco con l'Istituto Internazionale della Pace (Monaco), che fu fondato nel 1903 e produsse le edizioni del 1905, 1906 e 1907 dell'Annuario della Vita Internazionale. La UAI collaborò con questo istituto nell'edizione 1908-1909, che successivamente si evolse nell'attuale Yearbook of International Organizations.
Il II Congresso Mondiale delle Organizzazioni Internazionali fu organizzato in Gand e Bruxelles nel 1913 con 169 associazioni internazionali e 22 governi rappresentati. Questo congresso fu percepito come "una nuova pietra miliare lungo la strada verso un'organizzazione internazionale attraverso un'illimitata cooperazione delle associazioni, sostenuta dagli Stati".
I Preparativi per il III Congresso Mondiale programmato per San Francisco nel 1915 fu interrotto dallo scoppio della guerra.
Una considerevole quantità di documentazione fu preparata e pubblicata in questo periodo, incluso il precursore dell'edizione del presente Yearbook of International Organizations. Le attività in questo periodo furono strette con un'organizzazione sorella, l'Istituto Internazionale della Bibliografia, che divenne in seguito la Federazione Internazionale per l'Informazione e la Documentazione (International Federation for Information and Documentation, FID), e fu responsabile dello sviluppo e della diffusione della Classificazione Decimale Universale (Universal Decimal Classification, UDC).

### 1917-1939
Le pressioni della UAI portarono il Belgio all'adozione, il 25 ottobre 1919, di una legge speciale che offriva delle speciali facilitazioni legali per le associazioni internazionali; sotto cui l'associazione fu registrata con il Decreto Reale del Belgio, il 2 luglio 1920. (Il Belgio continua ad essere il solo paese con una legge del genere per le ONG internazionali).
LA UAI fondò una Libreria e un Museo Internazionale (Mundaneum), che ha raggiunto il livello massimo con 12 milioni di schede e 100 000 volumi. La UAI aumentò la pressione per la creazione di una Lega delle Nazioni, per la fondazione di una Città Internazionale (incluso un Centro Internazionale per le Associazioni), per una Carta Mondiale degli Intellettuali e Interessi Morali, per un Istituto Internazionale per il Progresso Sociale, e per un Comitato Internazionale sulla Cooperazione Intellettuale. Fu indetto un Congresso Internazionale sulle Attività Intellettuali (1921) che condusse alla fondazione del presente Ufficio Internazionale dell'Educazione.
Il lavoro di promozione della UAI contribuì alla creazione il 10 gennaio 1920 della Società delle Nazioni (SdN). Il Segretario Generale, Henri La Fontane, fu il relatore della commissione della Lega il cui lavoro diede luogo alla fondazione, nel 1924, dell'Istituto Internazionale della Cooperazione Intellettuale, successivamente trasformata nell'UNESCO. La Società delle Nazioni sostenne la creazione da parte della UAI di un'Università Internazionale la quale tenne quattro sessione nel periodo 1920-1927, con figure chiave accademiche delle organizzazioni internazionali come membri del corpo insegnante.
Il VII Congresso Mondiale, l'ultimo, si tenne nel 1927. Nel 1930 molte delle attività documentarie dell'associazione furono assunte dalla Lega delle Nazioni. La Società delle Nazioni rese un tributo al lavoro della UAI di documentazione e informazione, di coordinazione dello sforzo e di educazione generale; come una "vasta impresa di organizzazione internazionale intellettuale, caratterizzata dall'ampiezza della sua concezione e disegno". Durante la fine di questo periodo un totale di 145 pubblicazioni furono prodotte.
Il lavoro di Paul Otlet nel 1935 è stata recentemente riconosciuta dagli storici come un primo sforzo nell'immaginare il web.

### 1948-Presente
Dopo la guerra e la dispersione dei loro archivi, la UAI fu ricostruita come un istituto con un nuovo statuto e separata dal Mundaneum (che continuò a condurre un'esistenza separata). Una maggior enfasi fu posta nel suo ruolo come una casa per l'informazione sulle organizzazioni internazionali e le loro preoccupazioni, specialmente in ordine alla facilitazione delle loro attività. Sebbene la UAI mantenga contatti postale attivi con più di 26 000 corpi internazionali, i suoi membri ora sono individui, o ufficiali esecutivi di alcuni corpi, o professori di relazioni internazionali, o funzionari internazionali o altri attivi nella comunità delle organizzazioni internazionali.
Con una risoluzione del Consiglio economico sociale delle Nazioni Unite nel 1953 fu approvata la prosecuzione della pubblicazione dello Yearbook of International Organizations da parte della UAI, in seguito alla acquisizione dello stato consultativo di questo istituto.

## Membri attivi
I membri, il cui numero totale non può eccedere i 250, sono eletti dall'Assemblea Generale dell'UAI. Sono eletti sulla base dei loro interessi e attività in organizzazioni internazionali, solitamente dimostrate da un ruolo attivo in alcuni corpi nel corso di un lungo periodo di tempo. Includono diplomatici, funzionari internazionali, dirigenti di associazioni, professori di relazioni internazionali e direttori di fondazioni. I membri non devono pagare una quota annuale, ma come amministratori ci si aspetta che favoriranno gli interessi della UAI nella loro particolare campo di attività.
Attualmente i membri attivi sono localizzati nei seguenti paesi:
- Algeria
- Australia
- Belgio
- Bielorussia
- Canada
- Cile
- Egitto
- Filippine
- Francia
- Germania
- Giappone

- India
- Irlanda
- Italia
- Kenya
- Mauritania
- Messico
- Norvegia
- Paesi Bassi
- Pakistan
- Perù
- Regno Unito

- Romania
- Russia
- Sri Lanka
- Stati Uniti
- Sudafrica
- Svezia
- Svizzera
- Tunisia
- Ungheria
- Venezuela
- Zimbabwe

## Consiglio esecutivo
L'Assemblea Generale elegge, ogni due anni, un Consiglio esecutivo formato da un numero variabile di membri (dai 15 ai 21) eletti da almeno quattro anni.

## Obiettivi
Gli obiettivi dichiarati dall'associazione sono:
- Contribuire ad un ordine universale basato sui principi di dignità umana, solidarietà tra le persone, libertà di comunicazione;
- Facilitare lo sviluppo e l'efficienza delle reti non-governative in ogni campo delle attività umane, specialmente nel non-profit e nelle associazioni volontarie, considerandole come componenti essenziali della società contemporanea;
- Raccogliere, ricercare e divulgare informazioni sui corpi internazionali, sia governativi che non-governativi, sulle loro relazioni, sui loro incontri e sul loro modo di agire sui problemi e sulle strategie;
- Sperimentare modi più costruttivi e azioni orientate per la diffusione di informazioni;  permettendo a queste iniziative di svilupparsi e aiutando la comparsa di nuove forme di attività associata e cooperazione transnazionale;
- Promuovere la ricerca su problemi comuni a queste associazioni in campo legale, amministrativo e di altra natura, specialmente nelle loro relazioni con i corpi governativi.

Tra gli obiettivi ci sono anche il mantenimento dei contatti con una grande varietà di associazioni in ogni parte del mondo, come una fondazione per il migliore della rete organizzativa e l'armonizzazione dei programmi, in risposta ai problemi del mondo sempre più complessi.